# إدموند هارفي (لاعب كرة قدم)
إدموند هارفي (بالإنجليزية: Edmund Harvey)‏ (8 سبتمبر 1900 في المملكة المتحدة - ) هو لاعب كرة قدم بريطاني في مركز الهجوم. لعب مع برادفورد سيتي وبرمنغهام سيتي ونادي يورك سيتي وهدرسفيلد تاون وKiveton Park F.C. ‏.